# 4532 Copland
A 4532 Copland (ideiglenes jelöléssel 1985 GM1) a Naprendszer kisbolygóövében található aszteroida. Edward L. G. Bowell fedezte fel 1985. április 15-én.